# Couplet-AG
Die Couplet-AG (Couplet-ArterhaltungsGesellschaft) ist eine bayerische Musikkabarettgruppe, die es sich zum Ziel gesetzt hat, die traditionelle Liedform des bayerischen Couplets in Verbindung mit Kabarett zu gestalten.

## Wirken
Die Couplet-AG ist in Süddeutschland und Österreich bekannt durch ihre Kabarett-Liveprogramme, die sie auf Kleinkunst- und Kabarettbühnen, aber auch bei Festen und großen offiziellen Veranstaltungen sowie in Funk- und Fernsehsendungen dem Publikum zeigen.

## Geschichte
Die Gruppe gründete sich 1991 zunächst als Dreierbesetzung unter dem Namen „Der Couplet-Wahnsinn“ als Teil des „weißblauen Kabarettls“ – einer Kabarettbühne im Münchner „Wirtshaus zum Isartal“. 1993 wurde die Besetzung auf die heutige Form erweitert und es fand die Premiere des ersten Live-Programms „Gemeinsam sind wir unausstehlich“ statt. Es folgte das Programm „Und ewig lockt die Weißwurst“ im April 1995. 1996 wurde die Gruppe in den jetzigen Namen „Couplet-AG“ umbenannt, wobei das AG für „ArterhaltungsGesellschaft“ steht. In diesem Jahr wurde auch die erste Live-CD veröffentlicht.

## Besetzung
Die Couplet-AG besteht aus
- Jürgen Kirner
- Bernhard Gruber
- Anna M. Spies (bis Oktober 2009)
- Bianca Bachmann (seit November 2009)
- Hans Dettendorfer (bis Dezember 2012)
- Andreas Lipperer (Januar 2013 bis Juli 2013)
- Bernhard Filser (seit August 2013)

## Programme
- Gemeinsam sind wir unausstehlich (1993)
- Und ewig lockt die Weißwurst (1995)
- Tatort Bayern (1997) – Regie: Gabi Rothmüller
- Heimat-Report (2000) – Regie: Werner Winkler
- Endstation Wurmannsquick (2003) – Regie: Hanns Christian Müller
- Pressack Royal (2003) – Regie: Hanns Christian Müller
- Brot für Bayern (2006) – Regie: Eva Demmelhuber
- 15 Jahre Couplet-AG (2008) – Regie: Eva Demmelhuber
- Ab morgen wieder Hirn (2010) – Regie: Eva Demmelhuber
- Perlen für das Volk (2013) – Regie: Eva Demmelhuber

## Auszeichnungen
- 1995: Talenttrepperl des Bayerischen Rundfunks
- 1995: Tollwood-Förderpreis
- 2001: Publikumspreis bei den 5. Augsburger Kabaretttagen
- 2002: Ehrung durch Landeshauptstadt München für Verdienste um die Volkskultur
- 2004: Bayerischer Poetentaler
- 2005: Bayerischer Kabarettpreis
- 2008: Kulturpreis der Münchner Wochenanzeiger
- 2013: Ehrung durch Landeshauptstadt München für Verdienste um die Volkskultur
- 2014: Pasinger Kulturpreis[1]
- 2018: Dialektpreis Bayern (Sonderpreis)

## Diskografie
- Und ewig lockt die Weißwurst (1996 / CD)
- Tatort Bayern (1998 / CD)
- Heimat-Report (2000 / CD)
- Endstation Wurmannsquick – 10 Jahre auf Tour (2003 / CD & DVD)
- Münchener Blut (2004 / CD)
- Pressack Royal (2004 / CD)
- 15 Jahre Couplet-AG (2008 / CD)
- 15 Jahre Couplet-AG – live im Schlachthof (2009 / DVD)
- Ab morgen wieder Hirn (2010 / CD)
- aus.äpfe.amen – die ersten 20 Jahre (2013 / CD)
- Perlen für das Volk (2014 / CD & DVD)
- Neues vom Valentin – Ungehörte Couplets und Lieder von Karl Valentin (2016 / CD)